# Kerstin Gier
Kerstin Gier (Bergisch Gladbach, 8 ottobre 1966) è una scrittrice tedesca che scrive romanzi, anche sotto gli pseudonimi di Jule Brand e Sophie Bérard.

## Biografia
Ha studiato musicologia, germanistica e anglistica, prima di passare allo studio di pedagogia della comunicazione e della psicologia, laureandosi poi in educazione e divenendo insegnante. Dopo diversi lavori, nel 1995 ha iniziato a scrivere romanzi femminili. Vive con il marito e il figlio in un villaggio vicino a Bergisch Gladbach. Dal suo primo libro, Männer und andere Katastrophen (1996), è stato realizzato il film omonimo con Heike Makatsch nel ruolo della protagonista.
Nel 2005 ha ricevuto il Premio Delia internazionale di letteratura per Ein unmoralisches Sonderangebot, come miglior libro di letteratura romantica in lingua tedesca. Della Trilogia delle gemme è stata realizzata una serie di film: il primo, Ruby Red, è uscito in Germania il 14 marzo 2013; il secondo, Ruby Red II, è uscito il 7 agosto 2014, mentre il terzo, Ruby Red III - Verde smeraldo, è uscito il 7 luglio 2016.

## Opere

### Miniserie
- Die Braut sagt leider nein (1998)
- Ein unmoralisches Sonderangebot (2008)

#### Judith Raabe
- Männer und andere Katastrophen (1996)
- Fisherman's Friend in meiner Koje (1998)

#### Mütter-mafia
- Die Mütter-Mafia (2005)
- Die Patin (2006)
- Gegensätze ziehen sich aus (2009)
- Die Mütter-Mafia und Friends (2011)

#### Volumi singoli
- Die Laufmasche (1997)
- Lügen, die von Herzen kommen (2007)
- Für jede Lösung ein Problem (2007)
- Ach, wär ich nur zu Hause geblieben (2007)
- Ehebrecher und andere Unschuldslämmer (2007)
- In verità è meglio mentire (In Wahrheit wird viel mehr gelogen, 2009), pubblicato da Corbaccio il 7 giugno 2012 ISBN 978-88-638-0067-8
- L'uomo che vorrei (Auf der anderen Seite ist das Gras viel grüner, 2011), pubblicato da Corbaccio il 6 giugno 2013 ISBN 978-88-638-0492-8

### Libri per giovani adulti (Young Adult)

#### Trilogia delle gemme
- Red (Rubinrot, 2009), pubblicato da Corbaccio il 17 febbraio 2011 ISBN 978-88-638-0192-7
- Blue (Saphirblau, 2010), pubblicato da Corbaccio il 1º settembre 2011 ISBN 978-88-638-0277-1
- Green (Smaragdgrün, 2010), pubblicato da Corbaccio il 9 febbraio 2012 ISBN 978-88-638-0284-9

In Italia, l'8 marzo 2012 la trilogia è stata raccolta in un volume unico in formato e-book, intitolato Red, Blue, Green - La trilogia. L'edizione cartacea esce nel 2019.

#### Trilogia dei sogni
- Silver - Il libro dei sogni (Silber. Das erste Buch der Träume, maggio 2013), pubblicato da Corbaccio il 6 febbraio 2014 ISBN 978-88-638-0685-4
- Silver - La porta di Liv (Silber. Das zweite Buch der Träume, maggio 2014), pubblicato da Corbaccio il 6 novembre 2014 ISBN 978-88-638-0703-5
- Silver - L'ultimo segreto (Silber. Das dritte Buch der Traume, ottobre 2015), pubblicato da Corbaccio il 26 novembre 2015

### Nontiscordardimé
- Le sorprese del buio (Vergissmeinnicht – Was man bei Licht nicht sehen kann, 2021), Corbaccio, 2022 ISBN 978-88-6700-964-0
- Lost at Present. Un altro mondo (Vergissmeinnicht – Was bisher verloren war, 2023), Corbaccio, 2023 ISBN 978-88-6700-958-9

#### Volumi singoli
- Jungs sind wie Kaugummi (2009)
- Il castello tra le nuvole (Wolkenschloss, ottobre 2017), pubblicato da Corbaccio il 4 ottobre 2018 ISBN 978-8867004560

### Come Jule Brand
- Ein Single kommt selten allein (1996)
- Liebe im Nachfüllpack (1996)
- So angelt man sich einen Typ (1997)
- 3 Männer sind einer zuviel (1997)
- Herrchen gesucht (1997)
- Sag nicht, ich hätte dich nicht gewarnt! (1997)
- Küsse niemals deinen Boss (1997)
- Lügen haben schöne Beine (1998)
- Macho verzweifelt gesucht (1998)
- Gigolo im Handgepäck (1998)
- Herzattacken (1998)
- Sex zu zweit, das geht zu weit (1999)
- Schluss mit lustig (1999)
- Zur Hölle mit den guten Sitten! (1999)
- Sektfrühstück mit einem Unbekannten (1999)

### Come Sophie Bérard
- Lavendelnächte (2001)
- Vom Himmel ins Paradies (2002)